# Victor Constant
Pour les articles homonymes, voir Constant.
Victor Constant est un homme politique français né le 24 mars 1869 au Puy-en-Velay et décédé le 26 août 1953 à Vals-près-le-Puy dans la Haute-Loire.

## Biographie
Fils d'un négociant en vin, il s'apprête à devenir avocat mais reprend finalement l'affaire familiale après le décès de son père.
Il effectue son service militaire en 1889. Il se marie en Haute-Loire, en  1894 avec Marie-Rosalie Boyer. Ils auront trois enfants.
Devenu conseiller municipal du Puy et conseiller d'arrondissement en 1904, il s'investit pleinement dans la vie politique et sociale, devenant vice-président du Syndicat départemental des liquides ; en 1910 il préside l'Association des commerçants et industriels de la Haute-Loire. Il est également administrateur du journal L'Avenir de la Haute-Loire, chef du Parti républicain libéral du Puy et président de l'œuvre des conférences populaires. Il devient en 1908 conseiller municipal et  maire de Saint-Germain-Laprade, dans le même département. Il le sera jusqu'en 1929. De 1919 à 1925 il est également conseiller général du département de la Haute-Loire, élu dans la canton du Puy sud-est.
Candidat aux élections législatives de 1919 sur la liste d'Union nationale pour la paix sociale et le relèvement du pays, il est élu député et siège au sein de l'Entente républicaine démocratique, affilié à la Fédération républicaine, le grand parti conservateur de la période. Il se montre un député très actif.
En 1924, il se représente sur la liste d'Union républicaine et de concorde nationale, qui n'obtient aucun élu. De nouveau battu en 1928, il émigre vers Paris où il se fait élire en 1929 conseiller municipal du quartier Clignancourt. En 1930, il devient vice-président du Conseil général de la Seine, département qu'il présidera sous l'occupation allemande. En 1938, il profite d'une élection partielle, due au décès de Charles Auray, en 1938 pour se faire élire au Sénat ; il y rejoint le groupe de l'Union républicaine, proche de l'Alliance démocratique.
Le 10 juillet 1940, il vote en faveur de la Remise des pleins pouvoirs au Maréchal Pétain. Il conserve ses fonctions départementales et accepte de siéger au Conseil national de Vichy.
Il est nommé chevalier de la légion d'honneur en 1927. Il a été décoré de l'ordre de la Francisque.

### Sources
- « Victor Constant », dans le Dictionnaire des parlementaires français (1889-1940), sous la direction de Jean Jolly, PUF, 1960 [détail de l’édition]